# Eragon
 (mai 2023).
Si vous disposez d'ouvrages ou d'articles de référence ou si vous connaissez des sites web de qualité traitant du thème abordé ici, merci de compléter l'article en donnant les références utiles à sa vérifiabilité et en les liant à la section « Notes et références ».
Pour les articles homonymes, voir Eragon (homonymie).
Eragon  (titre original : Eragon) est le premier roman du cycle L’Héritage écrit par Christopher Paolini, publié en France aux éditions Bayard Jeunesse (traduction : Bertrand Ferrier).
L’histoire prend place en Alagaësia, un univers fantastique dans lequel évoluent différentes espèces : des elfes, des nains, des humains, des urgals, des chats-garous et des dragons. Le livre suit les aventures d’un garçon nommé Eragon, qui découvre dans la montagne une mystérieuse pierre bleue, qui s’avère être un œuf de dragon. L'œuf éclot, et en sort une dragonne qu’il nomme Saphira. Le tyrannique roi Galbatorix envoie ses sbires monstrueux sur les traces de l'œuf, forçant Eragon et Saphira à fuir leur village en compagnie du conteur Brom, un ancien dragonnier, dont Eragon devient l’apprenti.
La couverture représente la dragonne Saphira. La série est composée de quatre tomes : Eragon, L'Aîné, Brisingr, et L'Héritage. Un second cycle, Légendes d'Alagaësia, vient compléter l’univers d’Eragon. Le premier tome de cette nouvelle série, La Fourchette, la Sorcière et le Dragon, est paru en France en 2019. Un livre supplémentaire, Murtagh, paraît en 2023. Il se place dans la continuité directe de la tétralogie originale.

## Résumé
Eragon, un jeune fermier adolescent habite en bordure du petit village de Carvahall. Ce dernier se situe en Alagaësia plus précisément dans la vallée de Palancar, au nord-ouest de l'Empire. Alors qu'il chasse sur la Crête, une chaîne de montagnes réputée maléfique après que le roi Galbatorix y a perdu la moitié de son armée, il découvre dans une clairière une mystérieuse pierre bleue parcourue de veines blanches. Cette pierre se révèle être un œuf duquel ne tarde pas à émerger une dragonne bleue. Eragon, modeste paysan, devient alors le premier représentant des légendaires Dragonniers disparus depuis plus de cent ans.
Eragon est conscient du danger que cela représente car il sait que le terrible roi Galbatorix (dragonnier lui aussi) a par le passé impitoyablement tué tous les Dragonniers qui lui refusaient allégeance à l'aide des 13 parjures, des dragonniers eux aussi, qui par crainte ou par envie de pouvoir, ont décidé de le rejoindre. Si le roi en est venu à cette extrémité, c'est parce que les Urgals ont tué son premier dragon. Eragon décide malgré tout d'élever secrètement sa dragonne, qu'il nomme Saphira. Ce nom, Eragon le tient de Brom, le conteur du village de Carvahall qui, à la demande du jeune homme, a cité tous les noms de Dragons qu'il connaissait.
Après le départ de son cousin Roran, parti travailler à Therinsford afin de pouvoir fonder une famille avec Katrina, deux étrangers d'une autre race nommés Ra'zac (personnages alliés à l'Empire de Galbatorix) viennent à Carvahall chercher l'œuf perdu. Saphira enlève Eragon pour qu'il échappe à leur fureur dévastatrice, mais, si Eragon parvient à rester sauf, ce n'est pas le cas de son oncle. En effet, lorsqu' Eragon revient à la ferme, le lendemain, il la retrouve brûlée et détruite et son oncle, torturé par les Ra'Zac gît parmi les gravats, aux portes de la mort. Lorsque son vieil oncle meurt de ses blessures, Eragon jure de venger son décès et de tuer les Ra'Zac.
Eragon est rejoint par Brom qui a découvert l'existence de Saphira, et dit vouloir les accompagner pour des raisons personnelles. Brom offre à Eragon l'épée Zar'roc, ayant appartenu à Morzan, un ancien dragonnier et parjure. Cette épée, comme toutes les épées de dragonniers, fut forgée par les elfes et dispose de nombreuses capacités dues à la magie de ces derniers : jamais elle ne s'émousse, jamais elle ne rouille, jamais elle ne se brise, … En chemin, Brom transmet son savoir de magicien et de bretteur à Eragon. Alors que les deux hommes ont perdu la trace des Ra'zacs, Brom suggère à Eragon de rejoindre Teirm, une ville portuaire où vit un des vieux amis du conteur, Jeod, qui pourrait les aider à trouver les Ra'zacs.
Après avoir obtenu les renseignements attendus de cette visite, Eragon se rend en compagnie de Brom à Dras-Leona, la cachette supposée des Ra'zacs. Ces derniers leurs tendent un piège avant même qu'ils aient retrouvé leur trace. Les deux héros se retrouvent contraints de quitter la ville. Ils y parviennent de justesse. Les Ra'zacs profitent de l'obscurité de la nuit pour les retrouver et les capturer. Faits prisonniers, ils sont drogués afin que le nouveau Dragonnier et son mentor ne puissent pas utiliser la magie. Alors que les Ra'zacs s'apprêtent à tuer Eragon, Brom s'interpose entre eux, recevant la dague du Ra'zac en pleine poitrine. Puis intervient un mystérieux inconnu du nom de Murtagh, qui parvient à faire fuir les Ra'zacs. Cependant la blessure de Brom, bien que rapidement cicatrisée grâce aux soins magiques prodigués par Eragon, est trop grave et lui sera fatale. Quelques instants avant sa mort, Brom révèle à Eragon qu'il fut lui-même Dragonnier et que sa dragonne, tuée par Morzan, s'appelait également Saphira. Eragon, profondément meurtri par la mort de Brom, lui confectionne une sépulture en pierre au sommet d'une montagne, que Saphira transforme en diamant. Le Dragonnier et sa compagne décident de continuer leur route avec Murtagh, emportant avec eux les derniers souvenirs du conteur qui fut pour Eragon comme un père.
Les deux compagnons cheminent alors en direction de Gil'ead car le conteur avait pris le soin d'apprendre à Saphira qu'il y avait dans cette ville un homme capable de les mener aux Vardens. Ces derniers sont un peuple de rebelles qui se battent constamment contre Galbatorix. Leur place forte se situe dans un lieu inconnu de tous si ce n'est qu'il serait proche des Béors, une chaîne de montagne dont de nombreuses légendes louent la taille. Durant le voyage, Eragon et Murtagh se lient d'une profonde amitié et se découvrent de nombreux points communs : ils aiment la chasse, sont des escrimeurs hors pair, sont recherchés activement dans tout l'empire et connaissent l'ancien langage, cette langue ne permettant aucun mensonge et ayant la capacité de commander à la magie. Arrivés à Gil'ead, les compagnons sont attaqués par des Urgals. Eragon est capturé, mais Murtagh et Saphira réussissent à s'enfuir. Quelques jours plus tard, Eragon s'évade, aidé par Murtagh et Saphira et en profite pour libérer une elfe emprisonnée. Ils fuient, poursuivis par toutes les troupes de l'empire. Ils décident alors de rejoindre les Vardens en traversant le désert du Hadarac.
Tout le trajet de Gil'ead jusqu'aux Vardens ressemble à une immense course contre la montre. D'abord obligés de fuir les soldats de l'empire jusqu'au Hadarac, puis, après l'avoir traversé, Eragon s'inquiète pour l'elfe qui depuis leur évasion, est plongée dans un profond sommeil. Il tente alors d'entrer en contact avec cette dernière par la force de son esprit et parvient à entrer en communication avec son esprit. C'est alors qu'il apprend que l'elfe a été empoisonnée et que ses jours sont en grand danger. Il apprend également l'emplacement des Vardens : Tronjheim. Cette ville souterraine est  l'un des seuls endroits disposant d'un remède efficace. C'est ainsi qu'une seconde course contre la montre commence. Cette nouvelle épreuve s'avère d'autant plus difficile que des Urgals, (Eragon le sait à présent, au service du roi), les prennent en chasse. Murtagh est inquiet : il apprend à Eragon que pour lui, les Vardens sont aussi dangereux que l'Empire car Murtagh est le fils de Morzan, premier et dernier des Parjures.
Ils arrivent à Tronjheim, la capitale des nains. Ce sont eux qui abritent les Vardens. Murtagh est arrêté et emprisonné car il refuse de montrer son esprit aux Jumeaux, deux magiciens redoutables, cruels et pervers. Eragon prouve ses talents de magicien et de combattant et il devra poursuivre son apprentissage chez les elfes. Comme la ville va être attaquée par une armée d'Urgals envoyée par Galbatorix et dirigée par Durza (un Ombre), ils organisent la défense. Au cours de la bataille, l'inévitable duel s'engage entre Eragon et Durza. Alors qu'Eragon est en mauvaise posture, Saphira et l'elfe Arya détruisent « Isidar Mithrim », L'Étoile de Saphir, véritable fierté du peuple des nains. Des milliers de morceaux de saphir tranchants tombent vers Eragon et Durza, et cette diversion permet à Eragon de planter son épée dans le cœur de Durza, seul moyen pour tuer un Ombre. C'est alors qu'il devient le troisième homme à avoir jamais tué un Ombre, les deux autres étant un elfe et un dragonnier. Cependant, avant de mourir, Durza entaille le dos d'Eragon, de l'épaule droite à la hanche opposée. Une mystérieuse force lui vient en aide, pendant son sommeil, lui susurrant des paroles apaisantes et repoussant les esprits s'échappant du corps de Carsaib (le nom de Durza avant qu'il soit possédé par des esprits). Cette même voix le convainc de laisser Arya l'emmener à Ellesméra, la cité des Elfes dans la forêt du Weldenvarden. C'est ainsi que finit le premier tome de la quadrilogie L'Héritage.

## Origine des Dragonniers
Les explications suivantes proviennent des récits que Brom transmet à Eragon.
La caste des Dragonniers fut créée des milliers d'années auparavant, à la suite de la grande guerre entre les elfes et les dragons, la Du Fyrn Skulblaka, afin que les hostilités ne reprennent jamais entre les deux espèces. Les dragonniers elfes devinrent les gardiens de la paix et les plus puissants des magiciens, grâce aux liens uniques qui les unissaient à leurs dragons. Quand les humains arrivèrent en Alagaësia, certains d'entre eux rejoignirent cet ordre d'élite. Il est important de souligner que les dragons choisissaient leur Dragonnier, grâce à des sorts prononcés au-dessus de leurs œufs, les obligeant à repousser leur éclosion aussi longtemps qu'il le fallait afin qu'ils trouvent leur moitié, avec laquelle le lien serait le plus fort. Après de longues années de paix, un peuple sanguinaire, des Urgals (qu' Eragon apprendra à mieux connaître par la suite), tuèrent le Dragon d'un jeune Dragonnier humain du nom de Galbatorix. Cette perte cruelle le rendit fou, de même que le refus des anciens de lui fournir un nouveau dragon. Sa haine envers les Dragonniers grandissant d'année en année le poussa à mettre tout en œuvre pour les détruire. Il vola un œuf qu'il força à éclore et qu'il nomma Shruikan avec lequel il entretint une relation artificielle et l'asservit grâce à la magie noire. Il tua le Dragonnier auquel Shruikan était destiné. Avec l'appui de treize autres Dragonniers traîtres, les Parjures, il asservit toute l'Alagaësia et tua Vrael, le chef des Dragonniers. Mais sa victoire ne fut pas totale car les Elfes et les Nains s'enfuirent dans leurs royaumes cachés respectifs (le Du Weldenvarden pour les Elfes, Les Montagnes des Beors pour les Nains). Certains Humains firent quant à eux sécession et créèrent le royaume indépendant du Surda, situé au sud-ouest de l'Alagaësia ainsi qu'un groupe de rebelles, les Vardens. Ceux-ci s'enfuirent se réfugier à Tronjheim (Capitale du Royaume des Nains) depuis laquelle ils ne cessèrent de lutter contre le tyran Galbatorix. S'ensuivront quatre-vingts années de conflits entre l'Empire et les autres États libres d'Alagaësia, au terme desquelles tous les Parjures furent tués sauf Galbatorix. (À noter qu'à l'époque où se déroule l'histoire, la situation est à peu près stable depuis vingt ans.)

## Univers
C'est un univers merveilleux où le relief du paysage est important. Les deux principales chaînes de montagne sont la Crête et les Beors (où est située Tronjheim, capitale naine). Le continent en question se nomme l'Alagaësia. Ensuite, nous trouvons le Désert du Hadarac qui sépare les Beors de la Forêt du Weldenvarden avec Ellesméra où vivent les Elfes. On y trouve aussi l'Empire de Galbatorix. Eragon habite dans la vallée de Palancar qui se situe dans la Crête. Il a ensuite été à Therinsford puis à Yazuac, Daret et a longé la Crête pour aller à Teirm où il a séjourné. Après avoir longé le lac Leona (le plus grand lac de l'empire) et s'être arrêté à Dras-Leona, où il se rend compte qu'il doit sauver Arya (l'elfe), il entame alors un voyage pour Gil'ead, il sauve Arya et repart vers le désert du Hardarac qu'il contourne pour atteindre la chaîne des Beors où se trouve Farthen Dûr (la ville refuge des Vardens).

### Farthen Dûr & Tronjheim
Farthen Dûr est le lieu de refuge des nains après l'ascension au pouvoir de Galbatorix. Il s'agit d'une montagne « creuse »(située dans la chaîne des Beors) abritant la cité naine de Tronjheim, la 
base secrète des Vardens, et Isidar Mithrim, l'Étoile de Saphir (une gigantesque gemme rose), vénérée par tous les nains. Eragon s'y rendra avec Saphira pour rejoindre les résistants à Galbatorix, et faire soigner Arya (l'elfe de Gil'ead) empoisonnée par Durza, l'Ombre qui l'avait emprisonnée lors de l'embuscade qui a mené Eragon a découvrir l'oeuf de Saphira. Farthen Dûr veut dire « Notre père » en langue naine. Il existe plusieurs autres villes de nains dans la chaîne des Beors, comme Tarnag ou Bregan Hold, mais Tronjheim est leur capitale, et la seule cité capable d'accueillir tout leur peuple. Tronjheim signifie en langage nain « Casque de Géant ».

### Ancien langage
L'Ancien langage, que le Peuple Gris, un peuple ancestral, a doté du pouvoir d'exprimer la vraie nature des choses, permet d'utiliser la magie sans risque d'erreurs ou d'inattention.
Dans le livre est précisé l'utilisation d'un langage imaginaire, l'ancien langage. Pour sa création, Paolini et sa sœur Angela se sont grandement inspiré du vieux norrois.
Ce langage a été « transformé » par le Peuple Gris, qui lui a donné le pouvoir d'exprimer la vraie nature des choses ; cela signifie que quand on connaît le mot qui désigne une chose, on maîtrise la chose. Le sort lancé par le Peuple Gris pour donner sa puissance à l'ancien langage reste inconnu et il s'agit du sort le plus puissant jamais créé en Alagaësia (avant sa création, les magiciens subissaient souvent de graves accidents). L'énergie nécessaire à ce sort a eu pour conséquence la quasi-destruction du peuple Gris. Autre particularité de cet ancien langage, on ne peut mentir en le parlant. Après la destruction du Peuple Gris, seuls les Elfes et les nains savaient le parler. Ils l'ont ensuite transmis aux Humains.
À la fin de chaque livre se trouve un répertoire relatant les différents langages que le lecteur est amené à rencontrer, ainsi que leur traduction.

## Rédaction et publication
Le père de Christopher Paolini est éditeur. La sortie a été entourée d'une campagne publicitaire impressionnante : tournée vers les États-Unis, support de Carl Hiaasen. Le résultat : meilleure vente pendant vingt-quatre semaines et un grand nombre de fans. Vendu à 2,5 millions d'exemplaires en Amérique du Nord.
En français, le livre est traduit par Bertrand Ferrier. Le grand format est sorti chez Bayard Jeunesse, en 2004.

## Adaptation
La 20th Century Fox a produit une adaptation cinématographique, réalisée par Stefen Fangmeier, avec un scénario de Peter Buchman. Les rôles principaux sont tenus par Edward Speleers (Eragon), Sienna Guillory (Arya), Jeremy Irons (Brom) et John Malkovich (Galbatorix). Sorti aux États-Unis le 15 décembre 2006 au cinéma, en France le 20 décembre 2006, ce film a été très mal reçu par la critique américaine et par la communauté des fans, à cause notamment, de grandes divergences avec le livre, et de grands manques dans la trame du récit.